# 69

## Nașteri
- dată necunoscută: Suetoniu  (d. 126)
- dată necunoscută: Policarp de Smirna  (d. 155)

## Decese
- 15 ianuarie: Galba, împărat roman (n. 3 î.Hr.)
- 16 aprilie: Otho, împărat roman (n. 32)
- 22 decembrie: Vitellius, împărat roman (n. 15)